# Polygala nambalensis
Polygala nambalensis är en jungfrulinsväxtart som beskrevs av Gürke. Polygala nambalensis ingår i släktet jungfrulinssläktet, och familjen jungfrulinsväxter. Inga underarter finns listade i Catalogue of Life.